# Kogi (staat)
Kogi is een Nigeriaanse staat. De hoofdstad is Lokoja, de staat heeft 3.750.110 inwoners (2007) en een oppervlakte van 29.833 km².

## Lokale bestuurseenheden
Er zijn 21 lokale bestuurseenheden (Local Government Areas of LGA's). Elk LGA wordt bestuurd door een gekozen raad met aan het hoofd een democratisch gekozen voorzitter.
De lokale bestuurseenheden zijn:
| - Adavi - Ajaokuta - Anpka - Bassa - Dekina - Ibaji - Idah - Igalamela-Odolu - Ijumu - Kabba/Bunu - Kogi |  | - Lokoja - Mopa-Muro - Ofu - Ogori/Magongo - Okehi - Okene - Olamaboro - Omala - Yagba-East - Yagba-West |

Abia · Adamawa · Akwa Ibom · Anambra · Bauchi · Bayelsa · Benue · Borno · Cross River · Delta · Ebonyi · Edo · Ekiti · Enugu · Gombe · Imo · Jigawa · Kaduna · Kano · Katsina · Kebbi · Kogi · Kwara · Lagos · Nassarawa · Niger · Ogun · Ondo · Osun · Oyo · Plateau · Rivers · Sokoto · Taraba · Yobe · Zamfara
Federaal district: Federal Capital Territory